# 伏波庙 (株洲)
伏波庙位于湖南省株洲县境内渌口镇南面，渌水河岸伏波岭之上，临渌水而建。东汉光武年间伏波将军马援因南征交趾往返驻兵于此，后人建庙以纪念，历代皇帝亦赐封，最近的封赐为威武灵王。
该庙宇为株洲市级文物保护单位。现为开放的小公园。
相傳蜀漢時期諸葛亮南討孟獲，因地形不熟，導致士兵誤飲毒水中毒。見小丘上有廟，諸葛亮攀葛而上查看，是當地土人感激馬援將軍之恩所建的｢伏波將軍廟｣，於是拈香禱祝，求伏波將軍指點明路。求籤得到往西北去便有良方之解釋，問之於土人，土人告知往西北去有一隱士，其屋後之泉可解毒。諸葛亮賞謝了土人，率兵前去，乃是孟獲與孟優之長兄孟節，其毒乃解。

## 图片

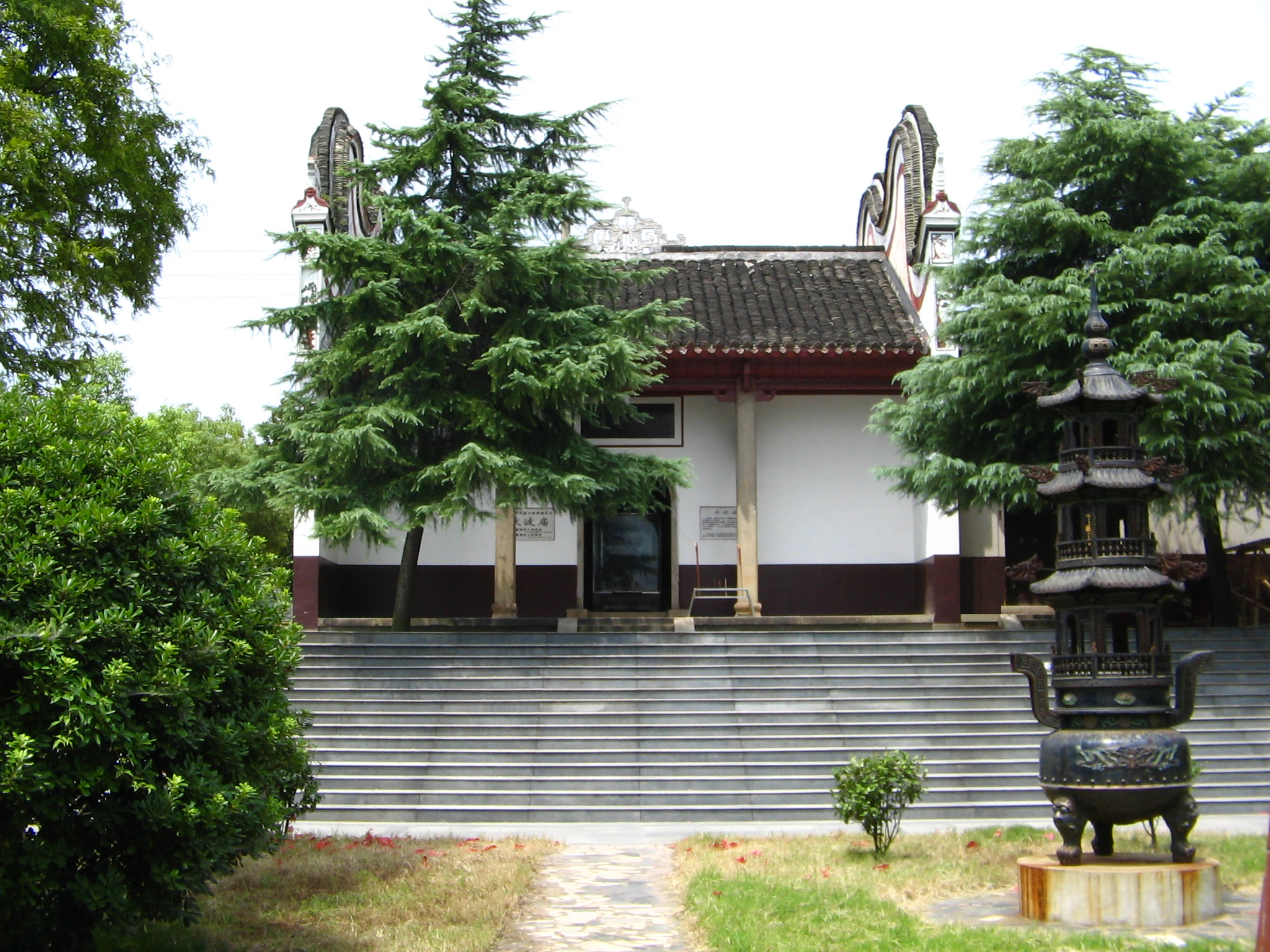
伏波庙正面
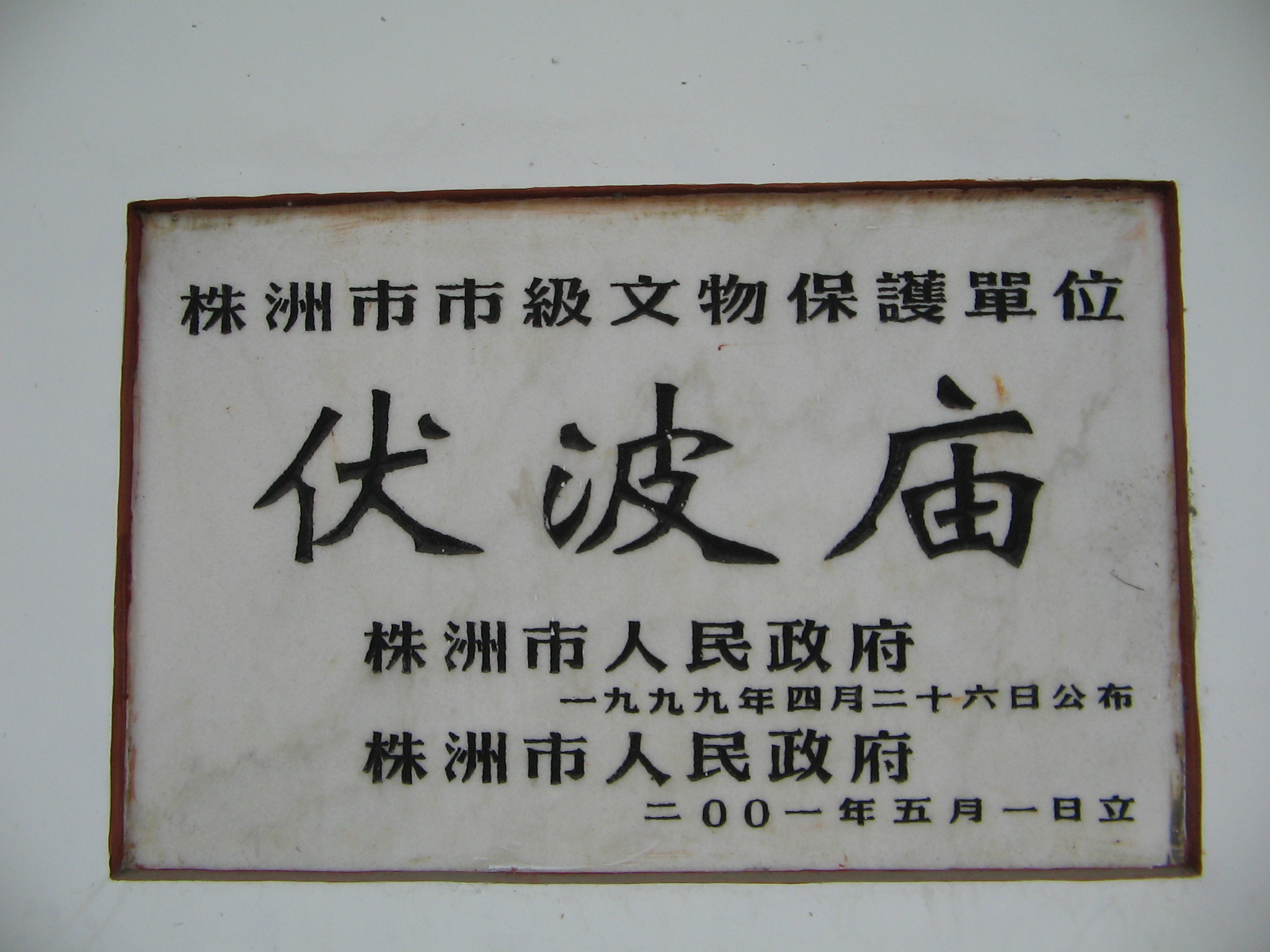
伏波庙标示